# Liste des interstates en Caroline du Sud
Les onze autoroutes inter-États en Caroline du Sud sont cinq autoroutes principales et six auxiliaires. Ces autoroutes sont entretenues par le South Carolina Department of Transportation (SCDOT).

## Autoroutes principales
| Numéro       | Longueur (mi) | Longueur (km) | Terminus sud / ouest                                | Terminus nord / est                                  | Créée    | Notes                          |
| ------------ | ------------- | ------------- | --------------------------------------------------- | ---------------------------------------------------- | -------- | ------------------------------ |
| I-20         | 141,51        | 227,74        | I-20 à la frontière avec la Géorgie                 | I-95 / I-20 Bus. à Florence                          | 1964     |                                |
| I-26         | 220,95        | 355,58        | I-26 à la frontière avec la Caroline du Nord        | US 17 à Charleston                                   | 1960     |                                |
| I-73         | —             | —             | US 17 à Briarcliffe Acres                           | Future I-73 à la frontière avec la Caroline du Nord  | proposée | Désignation future de la SC 22 |
| I-74         | —             | —             | Future I-74 à la frontière avec la Caroline du Nord | US 17 à Garden City                                  | proposée | Désignation future de la SC 31 |
| I-77         | 91,05         | 146,53        | I-26 à Cayce                                        | I-77 / US 21 à la frontière avec la Caroline du Nord | 1975     |                                |
| I-85         | 106,28        | 171,04        | I-85 à la frontière avec la Géorgie                 | I-85 à la frontière avec la Caroline du Nord         | 1959     |                                |
| I-95         | 198,76        | 319,87        | I-95 à la frontière avec la Géorgie                 | I-95 à la frontière avec la Caroline du Nord         | 1968     |                                |
| - Non-ouvert |               |               |                                                     |                                                      |          |                                |

## Autoroutes auxiliaires
| Numéro | Longueur (mi) | Longueur (km) | Terminus sud / ouest                 | Terminus nord / est                        | Créée | Notes                                  |
| ------ | ------------- | ------------- | ------------------------------------ | ------------------------------------------ | ----- | -------------------------------------- |
| I-126  | 3,68          | 5,92          | I-26 / US 76 à Columbia              | US 21 / US 76 / US 176 / US 321 à Columbia | 1961  |                                        |
| I-185  | 17,70         | 28,50         | I-385 à Mauldin                      | US 29 à Greenville                         | 1961  | Route à péage entre l'I-385 et l'I-85. |
| I-385  | 42,16         | 67,85         | I-26 près de Clinton                 | US 276 à Greenville                        | 1962  |                                        |
| I-520  | 7,72          | 12,42         | I-520 à la frontière avec la Géorgie | I-20 à North Augusta                       | 2004  |                                        |
| I-526  | 19,26         | 31,00         | US 17 / SC 7 à Charleston            | I-526 Bus. / US 17 à Mount Pleasant        | 1989  |                                        |
| I-585  | 2,25          | 3,62          | US 176 / US 221 / SC 9 à Spartanburg | I-85 Bus. / US 176 près de Spartanburg     | 1959  |                                        |
|        |               |               |                                      |                                            |       |                                        |